# Эрпели
Эрпели (кум. Эрпели) — село в Буйнакском районе Дагестана. Образует сельское поселение «сельсовет Эрпелинский»", куда также входит село Экибулак. В прошлом один из крупнейших городов кумыкского государства Тарковское шамхальство, а позже столица автономного внутри шамхальства бийлика (княжества) Эрпелинского.

## Географическое положение
Расположено в 12 км к западу от города Буйнакск, на реке Шураозень(Эрпели-озень).

## Население
| 1869  | 1888  | 1895  | 1926  | 1939  | 1970 | 1989  |
| ----- | ----- | ----- | ----- | ----- | ---- | ----- |
| 1940  | ↗2448 | ↗2929 | ↘2440 | ↘2245 | ↘421 | ↗2497 |
| 2002  | 2010  | 2021  |       |       |      |       |
| ↗3380 | ↗3412 | ↗4358 |       |       |      |       |

Национальный состав
По данным Всероссийской переписи населения 2021 года:
| №        | Национальность | Численность, чел. | Доля    |
| -------- | -------------- | ----------------- | ------- |
| 1        | кумыки         | 4 304             | 98,76 % |
| 1.000001 | не указавшие   | 17                | 0,39 %  |
| 1.000002 | прочие         | 36                | 0,82 %  |
| 1.000003 | всего          | 4 358             | 100 %   |